# エランシア
エランシアは、韓国のゲーム会社NEXONが開発したオンラインMMORPG。日本ではソリッドネットワークス、ネクソンジャパン（現：ネクソン）が運営した。
2000年9月から無料βサービスが行われていたが、2001年3月1日から月額制の正式サービスが開始された。その後もアップデートが続けられたが、サービスを2006年5月31日に終了することが発表され、これに先立って同年1月18日から基本プレイ料金が無料となった。サービスの存続を願う署名運動が行われたが、予定通り5月31日にサービスは終了した。
韓国では現在でもネクソンが運営している。

## 特徴
グラフィックは全て2Dである。戦闘だけがメインではなく、魚釣りや商売ができたりと、人それぞれの遊び方ができる。

## サーバ
- 第1サーバ「エル」
- 第2サーバ「サスラ」
  - サスラは2003年7月31日から1ヶ月間、無料で公開された。

## ゲームサーバ
それぞれのサーバに存在する次元。同じ「サーバ」内であれば、自由に「ゲームサーバ」を行き来できる。
α次元（アルファ）
本来の次元。PK可能、攻撃速度は普通。
β次元（ベータ）
α次元と比べて、昼夜や天候に変化がある次元。PK可能、攻撃速度は普通。雨の時はMPが、雪の時はHPが低下した。また、この次元でのみロランシア南部平原の夜に大量のバットと共にドラキュラ伯爵が出現した。
γ次元（ガンマ）
対人戦闘が禁止の平和な次元。PKは無しだが全ての攻撃速度が遅い。
δ次元（デルタ）
対人戦闘が中心の混沌とした次元。町中でもPKが可能だが全ての攻撃速度が速い。

## 出来事
- 2000年9月 無料βサービス開始
- 2001年3月1日 正式サービス開始
- 2003年7月31日 第2サーバ「サスラ」追加
- 2006年1月18日 基本プレイ無料化
- 2006年5月31日 サービス終了

## プレイヤーキャラクター

### 三種類の適性
プレイヤーはキャラクター作成時に名前や性別の他に三種類の適性を設定した。戦士、冒険家、商人がその三つで、これら三つのうちどれを重視するかでその後エランシアでのプレイに大きな影響を及ぼすことになった。この三つは最も重視する適性、ある程度重視する適性、まったく重視しない適性をそれぞれドラッグにて移動させて設定した。

戦士適性ならば戦闘系アビリティを、冒険家適性ならば探索・採取アビリティを、商人適性ならば生産アビリティをそれぞれマスターできた。また、商人適性が高い人ほどNPCの店でアイテムを安く買えて高く売る事ができ、逆に戦士適性が高い人ほどアイテムは高くなり安く売る事になった。それぞれの重視適性により就く事のできない職業も存在した。

### ペーパードール
装備品の変更ができるほか、現在友達などに登録しているキャラを確認できる画面。これは操作しているプレイヤーのみならず他人が閲覧する事も可能で、名声や装備品、友人情報は簡単に相手に漏洩した。ただし名声以外はそこまでプレイヤー自身の判断材料とはならず、逆に知っている友人の友人を見つけられたなどの利点のほうが多かった。

### ステータス
エランシアにはSTR、VIT、AGIといったステータスが存在するが、もっとも重要なのはSTRとINTのみで後は上げてもさほど効果は感じられなかった。しかし、これらのステータスには職業と密接な関わりが存在し、全てのステータスは10までは上がりっぱなしだが10から先は現在の職業によっては下降するステータスも存在し、プレイヤーは職業とステータスに相談しながら育成をする事になった。唯一、全てのステータスが上昇するのが探検家だが探検家では戦闘系アビリティが成長させられなかった。しかし探検家になって全てのステータスを最低ラインの10まで上げてしまう事を通称「底上げ」と呼び、多くの戦士適性プレイヤーは底上げをしてから本腰を入れて戦闘系アビリティを育成させていた。

### HP、MP、FP
HPとMPは他のRPG、MMORPGと同一のもの。HPは主に攻撃を受ける事で、MPは魔法を使う事で上昇した。FPはフードポイントと読み、ポーションなどを使ってもこのFPが0だと回復効果は激減した。FPは食べ物を食べる事で回復した。

### スキル、アビリティ
戦闘系、探索・採取系、生産系に大別できた。それぞれのスキルの％をアビリティと呼ぶ。戦闘系、探索・採取系は15.00%で、生産系は20.00%にて転職する事ができた。キャラクター作成時に重視する適性のスキルのみが100.0%まで到達する事ができ、その次の適性は80.0%、重視しない適性は60.0%までしか上げる事ができないという上限があった。

### 職業アビリティ
全ての職業には職業アビリティが存在し、該当するスキルアビリティを使う事で上昇した。職業アビリティが上昇する事でステータスが下降、上昇したためにアビリティを上げる事はこの職業アビリティを上げる事と同意義だった。無職だったり現在職業に関係の無いアビリティを上げたりした場合は上がらない。

### 装備品の耐久度
エランシアには耐久度の概念が存在する。全ての武器（探索・採取用品、生産用品含む）、防具、装飾品には耐久度が存在し、使っている間にそれは減少していき0となった時点で壊れてしまい装備不可能となる。各町に存在する鍛冶屋で修理は可能だが、それぞれの装備品の性能が良いものほど修理費は高く設定されており、特に魔法を使う際のリングは消耗が激しく修理費もかさんだ。そのため、魔法をメインとして使いたい時は複数のリングを所持する必要があった。レベル武器と呼ばれる、スキルアビリティを一定値まで上げた状態でもらうことのできる特別な装備品の修理費も高かった。

### 名声、トラスト
トラストはキャラクターごとに設定されているカルマのようなもの。トラスト投票は一日に二回、セルニカ聖堂にて行う事のできる儀式で、プレイヤーキャラを指定してトラストを上げたり下げたりの投票ができる。一回の投票につき該当キャラの名声の1ポイントが増減する。このトラストはキャラのペーパードール画面を参照する事で誰でも確認のできるポイントで、トラストによりPKかそうではないかという判断もできた。

名声はPK行為で一般プレイヤーを殺すことにより下降するポイントで、聖堂で確認する事でしか見る方法はなかった。名声がマイナスのキャラを殺すことで名声を増加させられた。（しかしこの制度は途中で廃止）また、この名声が-100になった時点で転職できるネクロマンサーという職業も存在したが、後に名声が廃止されてからは実質的に転職不可能となった。マイナス状態のキャラは各町の店の売値や施設の利用料金が格段に上昇してしまった。

### 友達登録、結婚
セルニカにて行える友達登録は自分のペーパードール内の登録欄にそれぞれ他のプレイヤーキャラを登録する事。結婚相手、子供、師匠、弟子、友達などが登録できた。結婚するとマリッジリングという特別な装備品がもらえたが、子供が生まれるなどのイベントはなかった（子供を登録する事はできる）。ただし結婚すると友人たちが集まって大々的に式を挙げるなどのユーザーイベントはそれぞれで企画、実行されていた。

### 時刻、天候
エランシアには独自の時間が存在する。現実時間の10秒がエランシアでは60秒（1分）となり、現実時間の4時間がエランシアの一日（24時間）になる。この時間はエランシア内の砂時計というアイテムで確認ができた。この時間により会話できるNPCや行えるイベントがあった。

β次元では時刻によって昼夜が変化し、暗くなる・明るくなるなどのグラフィック的な変化（町中以外）のほかにドラキュラ伯爵の出現などいくつかのイベントが起きた。降雪時や雨天時はMPが減少したり、暗闇ではランプやたいまつといったアイテムを装備しないと周囲がよく見えなかった。

### イベント
グレンのイベント
ロランシア宿屋に存在するNPC、グレンにより告知されるイベント。グレンからの告知が表示されると該当モンスターが出現していた（出現させるための条件は他に存在する）。具体的にはロランシアの東に出現し生産アイテムを多数持っている「オーク運び屋」、ガゴイル城の「アルファ」、エフィロリアへのゲート付近の「スカル」、ロランシア北西部平原の「ウドナー」「ウドナー改」が該当する。これらのモンスターはレアアイテムや役に立つアイテムを持っていたために告知されるとこぞってプレイヤーに狩られた。逆にスカルなどは出現する場所が通行道でもあるために非力なキャラなどは殺されてしまい遺品が溢れるといった地獄絵図にもなった。
福引イベント
エフィロリアにて行っていたイベント。エフィロリア周辺マップ（ダンジョンは含まない）にてモンスターを倒すと高確率で福引券を落とし、これを10枚集めてエフィロリアにある福引所のNPCに渡す事で福引ができた。単純なくじと同様のもので特別な操作などは必要はなかった。この福引イベントは簡単に行える割に高額なアイテムが出るために多くのプレイヤーが福引に没頭していた。賞品の中では、職服と呼ばれる職業ごとの専用装備が全種類出ることもあり人気だった。特に楽師服は破格の値段がついた。
ハーピーX、ゴールデンゴーレム
ハーピーの出現するマップの一部で決まった時間に「ライト」と発言する事でハーピーXという特殊なモンスターが出現した。このハーピーXはマスと呼ばれる魔法を覚えるアラートを落とすために待機して狩りをする人が多かった。
ゴールデンゴーレムは、クエストで手に入る「特別なオランの羽毛」を手に入れこれをロランシア地下道を通って行くスミスの家にてNPCのスミスに渡すとその瞬間に出現した。ゴールデンゴーレムは「ゴールデンゴーレムの欠片」というレアアイテムを落とすために時折出現させて狩られる事があった。
GMの突発イベント
初期の頃はGMもゲーム内に良く顔を出しており、そのGMによるモンスター放出イベントが突発的に開始する事があった。このイベントは初心者の狩場であるロランシア南平原などにクエストをこなさなければ入る事のできない上級ダンジョン、マナ書の洞窟に出現するダークアイなどを放つといったもので、楽しみながら狩る人がいた反面もちろん死者も続出した。特に画面内全体攻撃の魔法を使う敵もいた事から死屍累々を絵に描いたような光景が頻発した。

## 職業
職業とは、それぞれのキャラクターの属するもの。無職も存在する。現在就いている職業によりステータスの上昇下降があるほか、特定の職業に就いていなければ100.0%まで到達できないスキルも存在する。

### 転職
それまでに就いていた職業を辞めて別の職業に就く事。各職業に転職するために設定されているアビリティやクエストさえ獲得・終了していればいつでも何度でも転職は可能（お金はそのたびに掛かる）。エランシアでは大別すると無職を別として三種類の職業が存在し、下級職業、特殊職業、二次職業がそれぞれに該当する。下級職業は比較的簡単に就ける職業で、ゲーム序盤からプレイヤーが就く事のできる職業。特殊職業は一定の職業アビリティを100.0%にした状態で就く事のできる職業。二次職業は一定のスキルアビリティを100.0%にし、さらに別のアビリティをある程度上げた状態で就く事のできる職業だった。また、特殊職業と二次職業に転職した瞬間にエランシアの全ての次元、マップに「○○が○○○○に転職しました」といったアナウンスが流れた。

### 下級職業
格闘家
素手及び棒のスキルアビリティが得意な職業。STR、INTは下降するがVITが上昇。エランシアには武器の耐久度が存在したため、耐久度の関係ない素手のスキルアビリティをある程度確保しておく事は戦士適性プレイヤーには重要と言えた。特殊職業のバトルマスター前提職。
闘士
槍のスキルアビリティが得意な職業。INT、AGIは下降するがSTR、VITが上昇。槍は前方2マス先まで攻撃できた。
戦士
斧のスキルアビリティが得意な職業。INT、AGIは下降するがSTR、VITが上昇。特殊職業の魔法戦士、バトルマスター前提職。
剣士
剣のスキルアビリティが得意な職業。AGIは下降するがSTR、INTが上昇。特にINTは楽師よりも上昇したため、多くのプレイヤーはさまざまな職業でステータスを調整した最後に剣士に転職して高INTを確保した。
剣客
太刀のスキルアビリティが得意な職業。INTは下降するがSTR、AGIが上昇。
刺客
短剣のスキルアビリティが得意な職業。INTは下降するがSTR、AGIが上昇。
弓使い
弓のスキルアビリティが得意な職業。VIT、INTは下降するがSTR、AGIが上昇。弓は簡単に上げる事ができる上にPKに使われると厄介な武器のひとつだった。
楽師
ハープのスキルアビリティが得意な職業。STR、VITは下降するがINT、AGIが上昇。楽師専用の魔法が多く、特に麻痺魔法のパラスは後半に必須となった。魔法使い、魔法戦士の前提職。
探検家
全ての探索・採取スキルアビリティが得意な職業。STR、VIT、INT、AGIの全てのステータスが上昇するが、HPやMPはまったく上昇しない。
商人
全ての生産スキルアビリティが得意な職業。STRは下降するがVIT、INT、AGIが上昇。戦闘系アビリティを育てられないため多くの商人キャラは生産のみを担当するパターンになった。

### 特殊職業
魔法使い
楽師の職業アビリティをマスターすると転職できる職業。全ての魔法を得意とする。STR、VITは下降するがINT、AGIが上昇。
魔法戦士
魔法使いと戦士の職業アビリティをマスターすると転職できる職業。AGIは下降するがSTR、VIT、INTは上昇。
バトルマスター
格闘家と戦士の職業アビリティをマスターすると転職できる職業。INTは下降するがSTR、VIT、AGIは上昇。
ネクロマンサー
名声が-100になると転職できる職業。STR、VIT、AGIは下降するがINTは上昇。また、この職業に転職すると顔色が青くなりひと目でネクロマンサーだという事が分かった。「シタチオ」というネクロマンサー専用魔法も存在する。

### 二次職業
純粋騎士
軽武器と重武器スキルアビリティを二つ以上マスターし、クエストを完了する事で転職できる職業。INTは下降するがSTR、VIT、AGIが上昇。
光の騎士
重武器スキルアビリティをマスター、属性スキルアビリティを30.00%にしクエストを完了する事で転職できる職業。AGIは下降するがSTR、VIT、INTが上昇。
闇の騎士
重武器スキルアビリティをマスター、属性スキルアビリティを30.00%にしクエストを完了する事で転職できる職業。AGIは下降するがSTR、VIT、INTが上昇。
純粋魔道士
属性スキルアビリティを40.00%にし、クエストを完了する事で転職できる職業。STR、VITは下降するがINT、AGIは上昇。
光の魔道士
軽武器スキルアビリティをマスター、属性スキルアビリティを30.00%にしクエストを完了する事で転職できる職業。VITは下降するがSTR、INT、AGIは上昇。
闇の魔道士
軽武器スキルアビリティをマスター、属性スキルアビリティを30.00%にしクエストを完了する事で転職できる職業。VITは下降するがSTR、INT、AGIは上昇。
探索者
地下探索スキルアビリティをマスター、センススキルアビリティを10.00%にしクエストを完了する事で転職できる職業。VITとINTは下降するがSTRとAGIが上昇。
裁縫師
裁縫スキルアビリティを15.00%にし、クエストを完了する事で転職できる職業。ステータスの上昇や下降はない。

## ゲームシステム

### プレイヤーの生活
MMORPGというわけでゲームとしてのクリアは存在しない。ゲーム開始時に設定する事になる三通りの適性が存在するが、たとえ選んでいない適性でもアビリティを上げる事は可能（ただし制限は存在する）。多くは目指す武器、探索・採取、生産アビリティを上げる事を目標としているプレイヤーが多かったが、アビリティが10.00を越える前は課金が発生しなかったために友人とのチャットをするためのゲームとして利用している人もいた。

MMORPG黎明期だった当時、「ネットを通じて他人と一緒に冒険する」というそれまでにない楽しみ方を多くのプレイヤーと共有し、友人を作りながらエランシアを巣立って行った。
戦闘
各地に生息するモンスターを倒しながら武器及び魔法スキルアビリティを上げる事、またはアイテムを取得する事がその目的となる。アビリティが高くなるごとにより強いモンスターを倒す必要が出てくるためにプレイヤーはアビリティと相談しながら狩場をランクアップさせる必要があった。エランシアではモンスターを倒すと単純にお金だけをドロップする場合もあるが、各種レアアイテムを手に入れて売る事の方が遥かに金銭は獲得できた。レアアイテム以外でも生産の材料を集めて売る事も、戦闘が不得意な商人キャラにはありがたいものがあった。
探索・採取
生産に直接必要となる各種材料や素材を獲得しつつ探索スキルアビリティを上げる事を目的とする。発掘と釣りに大別され、発掘では鉱石のほか料理材料も手に入れる事ができた。釣りは水辺でのみ可能。それぞれアビリティが高くなるとより良いアイテムが発掘・採取できた。ほとんど放置して上げる人が多かったが、前述した「底上げ」のために戦士適性のキャラも探索アビリティ上げをした。他に会話、盗み、覗き見といったスキルも存在した。
生産
料理及び裁縫、細工、鍛冶などのスキルアビリティを上げて自作の装備品やアイテムを作り出すことを目的とする。料理は各種材料を使ってさまざまな料理を作り出すというスキルで、食べる事によりFPが回復した。また、商人の職業は唯一露店を設置できる職業であり、露店はアイテムの売買をスムーズに行うためには必須ともいえた。裁縫などで自作の装備品を作成するとそこに製作者の銘が入り、さらにステータスアップなどの効果もあったために熱中するプレイヤーも多かった。

### 掲示板、チャット
掲示板はエランシアでいつでも閲覧できる独自の機能。一般掲示板、取引掲示板、連絡掲示板に分かれていた。一般掲示板は主にユーザーイベントの告知や遺品回収のお願いなどを、取引掲示板ではゲーム内のアイテム売買関係を、連絡掲示板は個人を指定しての手紙的な書き込みができた。この掲示板は同社開発のMMORPGテイルズウィーバーなどに存在するもの同様、プレイヤーのキャラ名がそのまま掲示板のキャラ名となった。また、掲示板は何らかのアビリティが10.00%に到達していないキャラは閲覧する事すら不可能だった。

チャットは一般的な会話と耳打ちしか存在しなかった。特にユーザーイベントなどを開催する時にこの仕様は致命的で、一般会話のみで全ての行程やスケジュールを多くの相手に伝えるのは非常に苦労した。そのため、ユーザーイベントでは掲示板システムを利用するプレイヤーが多かった。

### パーティ
パーティは誰でも組む事ができ、パーティを組んでいるとどのマップに相手がいてもアビリティが上がりやすいという恩恵があった。しかし相手の承諾は必要としないので友人間で組んだり了承を得て組んだ場合を除いて多くのパーティはAFK中のプレイヤーやまったく面識が無いプレイヤー同士だった。リーダーのみが追放が可能で、全てのパーティメンバーがパーティ未所属のプレイヤーキャラを加入させられた。

パーティを組むと画面右上に自分のパーティに所属するキャラクターの名前が表示され、背景の緑色ラインがそのままそのキャラクターのHPを示した。ただしパーティチャットなどの機能は存在せず、連絡にはもっぱら相手を指定しての耳打ちをしていた。

### PK
エランシアは当初から町中以外のどこでもPK可能だった。後に次元の追加とその構成が変化する事でPK禁止のγ次元もできたが、その代わりに攻撃速度が遅くなるという点があった。PKに攻撃されて死んだ場合は初心者・上級者の隔たりなく遺品として一部の所持品と装備品、お金を落とした（モンスターに殺された場合と同一）。初心者を狙うPKももちろん存在したが、これに対抗するPKKという集団も存在した。エランシアでは探索・採取や弓での攻撃の際に放置プレイにしておくプレイヤーが多かったため、PKはこれらも狙っていた。

### GM、SC
GMはゲームマスターで、SCはサポートキャスト。公式サイトにて全員の名前が公開されていた。ゲームマスターはエランシアのゲーム開発にも関わるプレイヤーで、不正行為の取り締まりなどで姿を現すほかは一般プレイヤーがお目にかかることは滅多になかった。サポートキャストとはエランシアに常駐する事の多いプレイヤーで、初心者プレイヤーをサポートする事をその仕事としているプレイヤー。こちらは特にロランシアの広場にてよく見かける事ができ、初心者等の隔たりなく耳打ちでの質問的な会話も可能だった。

### マクロについて
マクロとは現在BOTなどと呼ばれているプログラムの事。ある一定の行動を自動的に繰り返させたり決まった条件が揃うと実行させたりするもので、エランシアでは恒常的にマクロを利用したアビリティ上げは行われていた。一般的には「釣りマクロ（釣り場で釣り、重量がいっぱいになったら魚を売り、足りないエサを購入し竿の修理をした後に再び釣り場で釣る）」、「落ちマクロ（HPが一定値以下になったら自動的にログアウトする。PK対策に利用された）」など多数存在していた。

当初の運営側がマクロを黙認、むしろ推奨していたという背景があり、マクロはあっという間にプレイヤーに広がる事となる。特に魔法アビリティはある一定値からは手動でのアビリティ上げがほとんど困難を極め、マクロ反対派のプレイヤーも目をつぶりたくなるほどだった。その後運営側でも取り締まりを図るが、特に悪質なものを除いてはほとんどが放置されていたのが現状である。

## 地域

### 町
ロランシア
通称「ロラ」。全てのプレイヤーが初心者スクールを卒業後に訪れる事になり、初期状態では全てのキャラがロランシア市民。唯一全ての町で未課金状態でも生活できる町。周辺の狩場状況から考えて初心者が滞在するための町だが、一通りの施設が揃っていたり初心者を中心として人口が比較的多いために露店の設置もロランシアで行われる事が多く、必然的にエランシア全ての町の中で一番人口密度が高い町だった。各町へは宿屋からのワープを利用する事もできたため、後半になってからもロランシアを根城にしていてもさほど不便は無く、むしろ友人との待ち合わせ等には最適の場所といえた。周辺マップも狩り、発掘、料理がやりやすいマップが多い。唯一城が存在する。
エフィロリア
通称「エフィ」。雪国をイメージした町で、福引屋という特殊な施設が唯一存在する。基本的に全ての町の中では人口は少なめだが、付近に存在するエフィロリア鉱山、またイベントモンスターのスカルが沸く地点もエフィロリアから近いために局地的に人口が増加した。エフィロリアの市民になると「フェニックスストーン」という特殊なアイテムを買う事ができるようになった。他に「ブロイ装備」と呼ばれる、耐久度や攻撃力などが高い装備品もここでしか買えなかった。
セルニカ
通称「セル」。神秘的な町並みの広がる場所で、後半の狩場として聖堂地下が存在したためにある程度強くなったプレイヤーの人口が多かった。町自体も何かしらのアビリティが10.00%を超えていないと入る事ができなかった。セルニカの聖堂では結婚、友達などの登録、名声投票などここでしかできないイベントも多かった。また、町の中にはスキルアビリティが一定値になるたびに専用の装備品をくれるNPCがいたり、商人の職業でなければ入れない問屋も存在した。
コルノシス
通称「コル」「コルノ」。砂漠の真ん中に位置するといった町で、周辺にはピラミッドなどのダンジョンもあった。町の機能的には商人に有益な町という文句だったが、実際のところは品物の入荷が遅い、人口が極端に少ないなどの理由であまり住民はいなかった。実装された時期がエランシア全体の人口が減少しつつある頃と重なったり、この町に行くには水泳帽という特別な装備か高価な「オランの羽根」が必要で初心者が簡単に行けない事も多分に影響した。ただし周辺に存在する鉱山や一般フィールドでは生産スキルに必要な材料や素材が手に入った。

### ダンジョン
ロランシア周辺
スライム城
ロランシアの町中から入る事のできるダンジョン。構造的には洞窟だが、何故かスライム"城"と呼ぶプレイヤーが多かった。低級モンスターのスライムが大量に出現するダンジョンで、全てのスライムはアクティブタイプのモンスターだったために初心者は死ぬ場合もあった。深部にはレアアイテムのウロコを落とすマーメイドやマーマン、ドゥゴンが存在した。また、スライム城の深部からはガゴイル城へ入る事ができた。
ガゴイル城
スライム城から入る事のできるダンジョン。ガゴイルを中心としたモンスターが勢ぞろいしており、ブリスという火の魔法を使う事もあったために初心者では死ぬ事も多かった。このダンジョンではグレンの告知イベントにてアルファが出現する事があり、アルファの落とす「異世界通貨」は高額なレアアイテムだった。
ロランシア地下道
ロランシアの地下に広がる広大な地下道。比較的弱い上にある程度の高値で店に売れるアイテムを落とすクモ系が大量に出現していたために簡単な金稼ぎに利用された。この地下道はロランシアの町中と聖堂のほかロランシア城付近、ロランシア南西部平原、ロランシア西部平原などに通じており、迷路のように入り組んでいた。
ロランシア鉱山
ロランシアの周辺に存在する鉱山。この鉱山ではブリスの魔法を覚えるアイテム、ブリスアラートが手に入るクエストが行えた。鉱山としての機能は入ってすぐのマップのみで、奥の方にはゾンビや変なゾンビ、ゾンビキングといったモンスターが出現した。特にゾンビキングはレアアイテムを落とすために狩られる事もあったがやはり初心者では太刀打ちできない相手だった。入口マップからの別の深部は冒険家の適性がトップでなければ入る事のできない隠された坑道もあった。
エフィロリア周辺
エフィロリア洞窟
エフィロリアの東部に存在するダンジョン。ダラーの魔法を主体として使う骸骨系モンスターが多かったが、最深部に存在するレモハズは弓や魔法のアビリティを効率良く上げる事のできるモンスターだったために時折プレイヤーも存在したが、それ以外はさほど訪れるプレイヤーは居なかった。場所が場所だけにある程度エランシアをプレイしている人でも知らないという事も多かった。
エフィロリア鉱山
エフィロリアの北部に存在する鉱山。鉱山部分は深部のみでそこまではループ迷路になっている洞窟通路を抜けなければならず、さらにモンスターも強かったために冒険家適性でも抜けるためにはある程度の武器アビリティやHPを必要とした鉱山。坑道自体にもモンスターが出現したが、ここでは比較的簡単に高額な鉱石アイテムが発掘できたために一人で何万、何十万と稼ぐ事も容易だった。
セルニカへの洞窟
セルニカへ向かうために通る必要のあった洞窟。この洞窟は通行路であり、狩場として利用するプレイヤーはほとんど居なかった。カタツムリなどのモンスターもいたがさほど強くは無かった。
セルニカ周辺
セルニカ鉱山
入る事ができるのは冒険家適性がトップのキャラのみ。エフィロリア以上に高額なアイテムが獲得できた上にモンスターは出現してもアクティブタイプではなかったために放置にはうってつけだった。ただ冒険家適性以外は入れないためにプレイヤーはさほど多くは無かった。
セルニカ地下洞窟
セルニカの町入口手前にあるダンジョン。入口から三方向に通路が分かれているが出現モンスターはだいたい同じだった。ここにはビーストマスターなどの強いモンスターが居たために後半の狩場として利用された。
コルノシス諸島
セルニカの町入口手前の地下洞窟とは反対側にある崖から落ちる事で行く事のできる島。厳密にはダンジョンとは異なる。島は数個存在し、それぞれに別の属性のドラゴンが存在する。崖から落ちた際にどの島になるかはランダム。ただし崖から落ちた瞬間にHPが100無くなるので100以下のキャラはそのまま即死する事になった。この島から水泳して進む事によりコルノシスやゲーム島へと辿りつく事もできた。
セルニカ聖堂地下
セルニカの聖堂から直接入る事のできるダンジョン。地下三階までが存在する。どの階にもシュキーやブリスの魔法を使う強力なモンスターが大量に存在し、高レベルプレイヤーのみが狩りする事ができた。
マナ書の洞窟、ドラキュラ館
マナ書クエストと呼ばれるクエストを完了する事で入る事のできるダンジョン。それぞれセルニカ西部平原に存在した。
コルノシス周辺
コルノシス鉱山
コルノシスの南西部砂漠に存在する鉱山。ここでは鉱石アイテムのうち、インゴット関係が良く出た。やはり冒険家適性のキャラしか入る事ができなかった。
ピラミッド
コルノシスの南東部にあるダンジョン。迷路のように入り組んでおり、アヌビスなどのモンスターが出現したが、コルノシス自体の人口が少ない事も重なってさほど狩場としては利用されていなかった。